# Al-Mushannaf
Al-Mushannaf (tiếng Ả Rập: المشنف cũng đánh vần Mushennef) là một ngôi làng ở miền nam Syria, một phần hành chính của Tỉnh al-Suwayda, nằm ở phía đông bắc của al-Suwayda. Các địa phương gần đó bao gồm Tarba ở phía bắc, Shahba và Salkhad ở phía tây bắc, Qanaw ở phía tây và al-Kafr ở phía tây nam. Theo Cục Thống kê Trung ương Syria (CBS), al-Mushannaf có dân số 2.581 người trong cuộc điều tra dân số năm 2004. Thị trấn cũng là trung tâm hành chính của al-Mushannaf nahiyah của quận al-Suwayda bao gồm 14 ngôi làng với dân số kết hợp là 17.134 người.

## Lịch sử
Al-Mushannaf (Nela cổ hay Nelkomia) là một phần của tỉnh Syria thuộc Đế chế La Mã ở biên giới với tỉnh Ả Rập Petraea.
Các bộ lạc Druze định cư tại ngôi làng từ năm 1856 đến 1858.

## Đền thờ thời La Mã

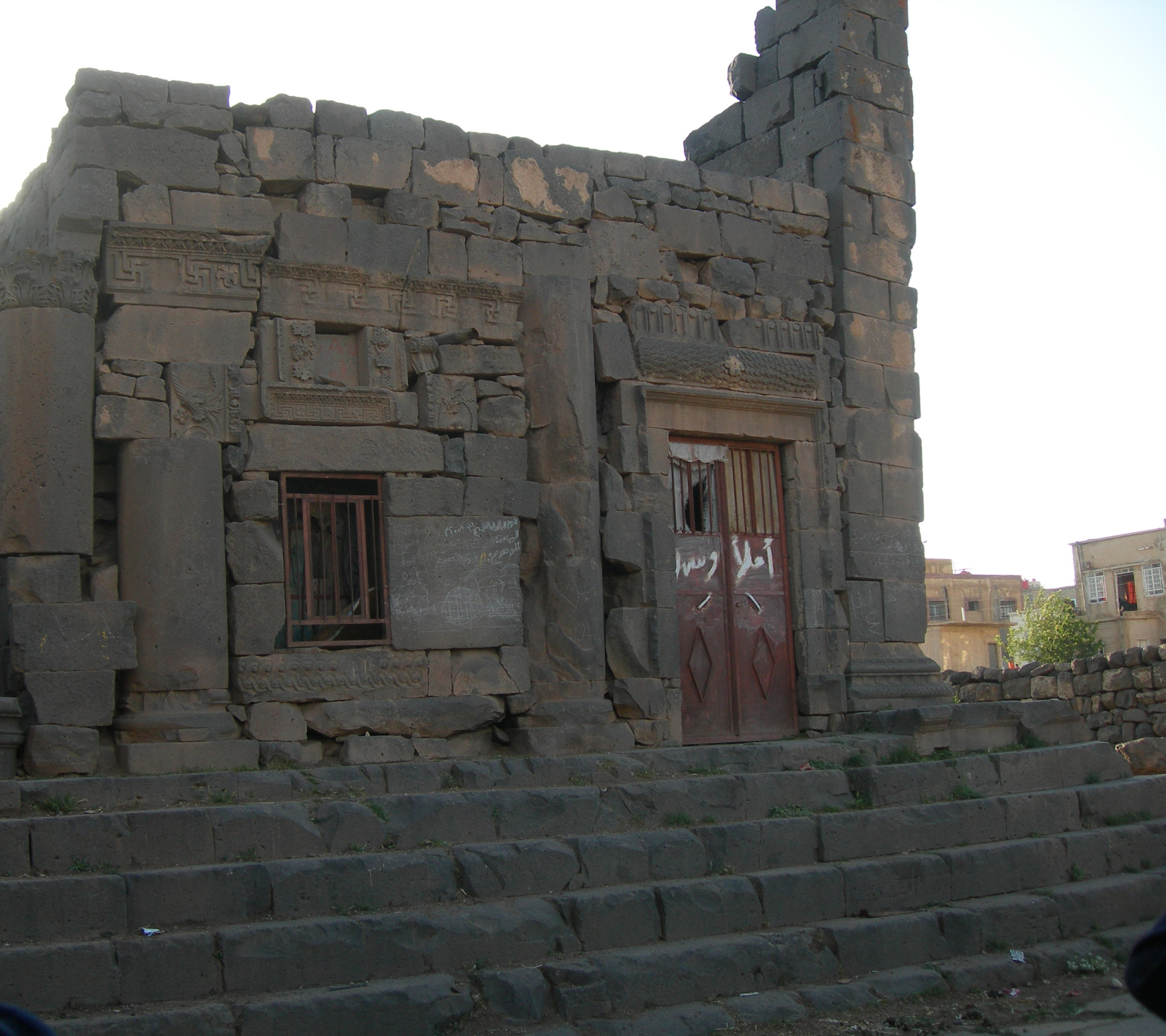
Tàn dư của thời kỳ La Mã

Ngôi làng có một ngôi đền giả của người La Mã được bảo tồn tốt có niên đại từ thế kỷ thứ nhất trước Công nguyên được dành riêng cho các vị thần Zeus và Athena. Ngôi đền đứng trên bục, có kích thước 13,45 nhân 9,6 mét (44,1 ft × 31,5 ft), và đối mặt với một temenos hình chữ nhật được bao quanh bởi bốn bức tường và nhìn ra một hồ bơi nhân tạo từ phía nam của nó và hàng cột trên những cái khác. Lối vào của ngôi đền được đặt thẳng về phía bắc và sân trong có các bước dẫn đến khu bảo tồn bên trong. Toàn bộ ngôi đền được xây dựng từ đá bazan đen địa phương. Các bức tường được xây dựng mà không có vật liệu ràng buộc và hiển thị đồ trang trí đẹp bao gồm thủ đô và cố thủ, trong khi sân được lát bằng đá phẳng với các kích cỡ khác nhau. Một dòng chữ bên trong ngôi đền nói rằng nó được xây dựng để kỷ niệm vua Herodian Agrippa I. Ngôi đền được khai quật vào đầu những năm 1900 bởi Howard Crosby Butler và sau đó là Clarence Ward, và đã được chính phủ Syria khôi phục một phần.